# Wartość katastralna nieruchomości
Ten artykuł należy dopracować:

przedstawiono sytuację tylko z polskiej perspektywy – artykuł powinien być przekrojowy.
Pomóż go poprawić. Na stronie dyskusji mogą znajdywać się pomocne komentarze.
Wartość katastralna nieruchomości – wartość nieruchomości określana w celu ustalenia podstawy opodatkowania nieruchomości (podatku katastralnego).

## Wartość katastralna w Polsce
Pojęcie wartości katastralnej w Polsce definiuje ustawa o gospodarce nieruchomościami. W myśl jej zapisów, wartość katastralną nieruchomości stanowi wartość ustalona okresowo w procesie powszechnej taksacji nieruchomości. Celem jej określania jest ustalenie podstawy opodatkowania nieruchomości albo przy określaniu wartości nieruchomości stanowiących własność Skarbu Państwa lub jednostek samorządu terytorialnego, albo przy wykonywaniu czynności urzędowych, do których wykonania niezbędne jest określenie wartości nieruchomości.
Podstawą ustalenia wartości katastralnej nieruchomości jest oszacowanie przez rzeczoznawcę majątkowego nieruchomości reprezentatywnych dla poszczególnych rodzajów nieruchomości (nieruchomość gruntowa, nieruchomość budynkowa, nieruchomość lokalowa) na obszarze danej gminy,
Podstawą ustalenia wartości katastralnej poszczególnych (właściwych) nieruchomości są mapy i tabele taksacyjne tworzone przez starostów (prezydentów miast na prawach powiatów). Jej ustalenie obejmuje całe nieruchomości lub ich części, jeżeli zostały wyodrębnione jako przedmioty opodatkowania w przepisach o podatku od nieruchomości, w rozbiciu na wartość katastralną gruntu oraz wartość katastralną jego części składowych. Jeżeli nieruchomość jest położona na obszarze kilku gmin, jej wartość katastralną ustala się odrębnie dla każdej części nieruchomości położonej w każdej z tych gmin. Wartość katastralna powinna uwzględniać różnice, jakie występują między poszczególnymi nieruchomościami, oraz zbliżenie do wartości rynkowej możliwe do uzyskania przy zastosowaniu zasad przyjętych dla masowej wyceny. Może być aktualizowana na wniosek właściciela lub użytkownika wieczystego oraz innej osoby, na której ciąży obowiązek podatkowy, a także z urzędu, na podstawie indywidualnego oszacowania nieruchomości.
Wartość katastralna nieruchomości w Polsce nie jest jeszcze ustalana, ponieważ będzie dotyczyć przyszłego procesu powszechnej taksacji nieruchomości (nie jest jeszcze rozpoczęty, termin rozpoczęcia i zakończenia powszechnej taksacji nieruchomości określi odrębna ustawa). Po wdrożeniu funkcjonalności i mechanizmów ZSIN, wartość katastralna zawarta będzie w katastrze nieruchomości, do czasu jego przekształcenia w ewidencji gruntów i budynków.